# NCF1
NCF1 (англ. Neutrophil cytosolic factor 1) – білок, який кодується однойменним геном, розташованим у людей на короткому плечі 7-ї хромосоми. Довжина поліпептидного ланцюга білка становить 390 амінокислот, а молекулярна маса — 44 652.
| 10         |  | 20         |  | 30         |  | 40         |  | 50         |
| ---------- |  | ---------- |  | ---------- |  | ---------- |  | ---------- |
| MGDTFIRHIA |  | LLGFEKRFVP |  | SQHYVYMFLV |  | KWQDLSEKVV |  | YRRFTEIYEF |
| HKTLKEMFPI |  | EAGAINPENR |  | IIPHLPAPKW |  | FDGQRAAENR |  | QGTLTEYCGT |
| LMSLPTKISR |  | CPHLLDFFKV |  | RPDDLKLPTD |  | NQTKKPETYL |  | MPKDGKSTAT |
| DITGPIILQT |  | YRAIANYEKT |  | SGSEMALSTG |  | DVVEVVEKSE |  | SGWWFCQMKA |
| KRGWIPASFL |  | EPLDSPDETE |  | DPEPNYAGEP |  | YVAIKAYTAV |  | EGDEVSLLEG |
| EAVEVIHKLL |  | DGWWVIRKDD |  | VTGYFPSMYL |  | QKSGQDVSQA |  | QRQIKRGAPP |
| RRSSIRNAHS |  | IHQRSRKRLS |  | QDAYRRNSVR |  | FLQQRRRQAR |  | PGPQSPGSPL |
| EEERQTQRSK |  | PQPAVPPRPS |  | ADLILNRCSE |  | STKRKLASAV |  |            |

A: Аланін

C: Цистеїн

D: Аспарагінова кислота

E: Глутамінова кислота

F: Фенілаланін

G: Гліцин

H: Гістидин

I: Ізолейцин

K: Лізин

L: Лейцин

M: Метіонін

N: Аспарагін

P: Пролін

Q: Глутамін

R: Аргінін

S: Серин

T: Треонін

V: Валін

W: Триптофан

Кодований геном білок за функцією належить до фосфопротеїнів. 
Задіяний у такому біологічному процесі, як альтернативний сплайсинг. 
Білок має сайт для зв'язування з ліпідами. 
Локалізований у цитоплазмі, мембрані.